# Trilepida affinis
Trilepida affinis — вид змій родини струнких сліпунів (Leptotyphlopidae). Ендемік Венесуели.

## Поширення і екологія
Trilepida affinis мешкають в горах Кордильєра-де-Мерида в штатах Мерида і Тачира.